# L-745,870
L-745,870 je lek koji deluje kao dopaminski antagonist. On je selektivni parcijalni agonist D4 podtipa. L-745,870 ima antipsihotično dejstvo u životinjskim modelima. On nije pokazao taj efekat u kliničkim ispitivanjima.